# Breaking Into Society (film 1908)
Breaking Into Society è un cortometraggio muto del 1908 diretto da Gilbert M. 'Broncho Billy' Anderson e interpretato da Ben Turpin.

## Produzione
Il film, che fu prodotto dalla Essanay Film Manufacturing Company, venne girato a Chicago, dove la casa di produzione aveva la sua sede principale.

## Distribuzione
Distribuito dalla Essanay Film Manufacturing Company, il film - un cortometraggio in una bobina - uscì nelle sale cinematografiche USA il 3 ottobre 1908.